# Ані Міячика
Ані Міячика (нар. 15 червня 1987) — колишня хорватська тенісистка.
Найвищу одиночну позицію світового рейтингу — 193 місце досягла 17 жовтня 2011, парну — 222 місце — 19 вересня 2011 року.
Здобула 10 одиночних та 10 парних титулів туру ITF.
Завершила кар'єру 2014 року.

## Фінали ITF
| турніри $100,000 |
| турніри $75,000  |
| турніри $50,000  |
| турніри $25,000  |
| турніри $15,000  |
| турніри $10,000  |

### Одиночний розряд: 17 (10–7)
| Результат | Ранг | Дата             | Турнір                            | Покриття   | Суперниця             | Рахунок       |
| --------- | ---- | ---------------- | --------------------------------- | ---------- | --------------------- | ------------- |
| Поразка   | 1.   | 23 жовтня 2005   | ITF Дубровник, Хорватія           | Ґрунт      | Тіна Обреж            | 1–6, 5–7      |
| Перемога  | 2.   | 30 жовтня 2005   | ITF Дубровник                     | Ґрунт      | Андреа Попович        | 6–4, 7–5      |
| Перемога  | 3.   | 9 квітня 2006    | ITF Макарська, Хорватія           | Ґрунт      | Крістіна Андловіч     | 6–4, 7–6      |
| Поразка   | 4.   | 14 травня 2006   | ITF Мостар, Боснія і Герцеговина  | Ґрунт      | Ана Йованович         | 2–6, 4–6      |
| Перемога  | 5.   | 21 травня 2006   | ITF Задар, Хорватія               | Ґрунт      | Тадея Маєрич          | 6–1, 7–5      |
| Поразка   | 6.   | 2 серпня 2009    | ITF Палич, Сербія                 | Ґрунт      | Александра Філіповскі | 3–6, 5–7      |
| Перемога  | 7.   | 9 серпня 2009    | ITF Арад, Румунія                 | Ґрунт      | Дьяна Енаке           | 6–1, 6–2      |
| Перемога  | 8.   | 23 серпня 2009   | ITF Вінковці, Хорватія            | Ґрунт      | Марія Абрамович       | 6–2, 6–3      |
| Поразка   | 9.   | 8 листопада 2009 | ITF Рок-Гілл, США                 | Тверде     | Саша Джонс            | 0–6, 4–6      |
| Перемога  | 10.  | 12 вересня 2010  | ITF Сараєво, Боснія і Герцеговина | Ґрунт      | Вікторія Томова       | 6–1, 6–2      |
| Перемога  | 11.  | 27 лютого 2011   | ITF Портіман, Португалія          | Тверде     | Юстіна Озга           | 6–4, 6–4      |
| Поразка   | 12.  | 3 квітня 2011    | ITF Веньшань, КНР                 | Тверде (i) | Ірина Бремон          | 5–7, 6–3, 5–7 |
| Перемога  | 13.  | 20 червня 2011   | ITF Ленцергайде, Швейцарія        | Ґрунт      | Амра Садікович        | 6–3, 3–6, 6–3 |
| Перемога  | 14.  | 4 вересня 2011   | ITF Сараєво                       | Ґрунт      | Флоренсія Молінеро    | 6–1, 3–6, 6–4 |
| Перемога  | 15.  | 1 травня 2016    | ITF Тучепи, Хорватія              | Ґрунт      | Тереза Мрдежа         | 6–3, 1–6, 6–3 |
| Поразка   | 16.  | 23 жовтня 2016   | ITF Бол, Хорватія                 | Ґрунт      | Габріела Пантучкова   | 3–6, 2–6      |
| Поразка   | 17.  | 19 березня 2017  | ITF Хаммамет, Туніс               | Ґрунт      | Ніна Поточник         | 0–6, 0–6      |

### Парний розряд: 17 (10–7)
| Результат | Ранг | Дата            | Турнір                            | Покриття  | Партнерка       | Суперниці                          | Рахунок           |
| --------- | ---- | --------------- | --------------------------------- | --------- | --------------- | ---------------------------------- | ----------------- |
| Перемога  | 1.   | 2 жовтня 2005   | ITF Подгориця, Чорногорія         | Ґрунт     | Діяна Стоїч     | Неда Козич Весна Долонц            | 1–6, 6–3, 6–3     |
| Перемога  | 2.   | 30 жовтня 2005  | ITF Дубровник, Хорватія           | Ґрунт     | Йосипа Бек      | Полона Ребершак Патриція Волльмаєр | 7–6, 7–6          |
| Перемога  | 3.   | 21 січня 2006   | ITF Обергахінг, Німеччина         | Килим (i) | Йосипа Бек      | Ева-Марія Гох Мартіна Павелець     | 2–6, 6–1, 6–4     |
| Поразка   | 4.   | 23 квітня 2006  | ITF Бол, Хорватія                 | Ґрунт     | Йосипа Бек      | Крістіна Горіатопулос Зара Раб     | 7–5, 6–7, 5–7     |
| Перемога  | 5.   | 13 травня 2006  | ITF Мостар, Боснія і Герцеговина  | Ґрунт     | Єлена Станівук  | Каролина Йованович Полона Ребершак | 6–7, 7–6, 6–4     |
| Перемога  | 6.   | 20 травня 2006  | ITF Задар, Хорватія               | Ґрунт     | Йосипа Бек      | Полона Ребершак Єлена Станівук     | 6–4, 2–6, 6–1     |
| Перемога  | 7.   | 31 липня 2009   | ITF Палич, Сербія                 | Ґрунт     | Дунья Антуновіч | Катажина Кава Сімонка Парайова     | 6–4, 6–0          |
| Перемога  | 8.   | 4 вересня 2009  | ITF Марибор, Словенія             | Ґрунт     | Ана Врлич       | Марія Абрамович Катарина Кашликова | 6–2, 6–3          |
| Поразка   | 9.   | 10 вересня 2010 | ITF Сараєво, Боснія і Герцеговина | Ґрунт     | Матеа Чутура    | Яна Бучіна Поліна Родіонова        | 6–7, 6–2, [5–10]  |
| Поразка   | 10.  | 17 вересня 2010 | ITF Загреб, Хорватія              | Ґрунт     | Ана Врлич       | Майлен Ору Наташа Зорич            | 5–7, 7–5, [12–14] |
| Перемога  | 11.  | 26 лютого 2011  | ITF Портіман, Португалія          | Тверде    | Амра Садікович  | Ксенія Господінова Деяна Райкович  | 6–1, 7–6          |
| Перемога  | 12.  | 18 березня 2011 | ITF Санья, КНР                    | Тверде    | Ірина Бремон    | Фудзівара Ріка Hsu Wen-hsin        | 3–6, 7–5, [12–10] |
| Поразка   | 13.  | 14 травня 2011  | ITF Загреб                        | Ґрунт     | Ана Врлич       | Елиця Костова Барбара Собашкевич   | 6–1, 3–6, [10–12] |
| Поразка   | 14.  | 30 травня 2011  | ITF Марибор                       | Ґрунт     | Ана Врлич       | Карен Кастібланко Адріана Перес    | 3–6, 6–7          |
| Поразка   | 15.  | 6 червня 2011   | ITF Кампобассо, Італія            | Ґрунт     | Ірена Павлович  | Майлен Ору Марія Ірігоєн           | 2–6, 6–3, 4–6     |
| Перемога  | 16.  | 20 червня 2011  | ITF Ленцергайде, Швейцарія        | Ґрунт     | Амра Садікович  | Нікола Гофманова Романа Табак      | 4–6, 6–2, [10–4]  |
| Поразка   | 17.  | 23 жовтня 2016  | ITF Bol                           | Ґрунт     | Маріана Дражич  | Леа Бошкович Кайя Юван             | 6–4, 5–7, [4–10]  |

## Участь у Кубку Федерації

### Одиночний розряд
| Розіграш                                         | Стадія | Дата          | Місце          | Супротивник | Покриття | Суперниця               | W/L | Рахунок            |
| ------------------------------------------------ | ------ | ------------- | -------------- | ----------- | -------- | ----------------------- | --- | ------------------ |
| Кубок Федерації 2011 зона Європа/Африка, група I | R/R    | 3 лютого 2011 | Ейлат, Ізраїль | Білорусь    | Тверде   | Ольга Говорцова         | L   | 2–6, 2–6           |
| Кубок Федерації 2011 зона Європа/Африка, група I | R/R    | 4 лютого 2011 | Ейлат, Ізраїль | Австрія     | Тверде   | Патріція Майр-Ахлайтнер | W   | 4–6, 7–6(7–2), 7–5 |
| Кубок Федерації 2012 зона Європа/Африка, група I | R/R    | 1 лютого 2012 | Ейлат, Ізраїль | Румунія     | Тверде   | Сімона Халеп            | L   | 2–6, 2–6           |
| Кубок Федерації 2012 зона Європа/Африка, група I | R/R    | 3 лютого 2012 | Ейлат, Ізраїль | Люксембург  | Тверде   | Клодін Шоль             | W   | 6–1, 2–6, 6–4      |